# Komm, gib mir deine Hand/Sie liebt dich
"Komm, Gib Mir Deine Hand" / "Sie Liebt Dich" (Português: "Venha, dê-me sua mão" / "Ela te ama") é um single lançado em 5 de março de 1964 pela banda britânica The Beatles na Alemanha. São versões em língua alemã dos hits "I Want to Hold Your Hand" e "She Loves You", respectivamente. As letras foram traduzidas pelo músico luxemburguês Camillo Felgen, sob o pseudônimo "Jean Nicolas".
"Sie Liebt Dich", juntamente ao lado B de "She Loves You", "I'll Get You", foi lançada como single nos Estados Unidos em 21 de maio de 1964. Chegou à posição 97 da Billboard Hot 100.
Ambas as faixas podem ser encontradas na coletânea Past Masters da banda.
Está presente na trilha sonora do filme Jojo Rabbit, do diretor Taika Waititi. Depois de inicialmente ser negado, o compositor do filme, Michael Giacchino, ajudou a garantir os direitos da música entrando em contato com Paul McCartney, com quem ele havia trabalhado anteriormente.

## Composição
As letras foram traduzidas para o alemão por Camillo Felgen, um cantor, letrista e apresentador de televisão de Luxemburgo, a pedido do produtor alemão da EMI Otto Demler. Demler também pediu a Camillo que viesse a Paris, onde os Beatles faziam uma turnê, para ensiná-los a pronunciar as novas letras durante uma sessão de gravações. Camillo utilizou o nome "Jean Nicolas" para os créditos da música - seu nome completo era Camillo Jean Nicolas Felgen. Outros dois músicos são creditados, "Montogue" (incorretamente impresso como "Montogue") em "Sie liebt Dich", e "Heinz Hellmer" em "Komm, Gib Mir Deine Hand". Ambos são também pseudônimos para Camillo, numa manobra para evitar impostos.

## Gravação
A Odeon Records, a gravadora alemã subordinada à EMI, convenceu George Martin e Brian Epstein de que os Beatles "deveriam gravar suas maiores músicas em alemão para que conseguissem vender mais cópias lá". Martin concordou e convenceu a banda a gravar as versões.
Na única sessão da banda fora do Reino Unido, os Beatles gravaram "Can't Buy Me Love", a nova canção de Paul McCartney, e as versões em alemão. A sessão ocorreu em 29 de janeiro de 1964 nos Estúdios Pathé Marconi da EMI em Paris. A banda estava na França para uma série de 19 dias de shows no Teatro Olympia. A sessão estava marcada para o dia 27 de janeiro, mas a banda estava relutante em realizá-la.
"Komm, gib mir deine Hand" foi a primeira canção a ser gravada, após onze tentativas. Os novos vocais em alemão foram mixados com o instrumental original. As palmas foram dubladas. Como o instrumental original da "She Loves You" havia sido destruído pela EMI após ter sido mixado para o formato mono, os Beatles regravaram "Sie liebt dich" do zero. Os Beatles gravaram o instrumental treze vezes, e então gravaram os vocais em alemão. "Sie Liebt Dich" manteve os "Yeah, yeah, yeah"s originais do refrão.
As mixagens em estéreo  de "Komm, gib mir deine Hand" e "Sie liebt dich" foram mixadas por George Martin em 13 de março de 1964 nos Abbey Road Studios,enquanto os Beatles gravavam A Hard Day's Night. Cópias das mixagens foram enviadas à Alemanha Ocidental e os EUA.
"Eles estavam certos, na verdade, não era necessário gravar na Alemanha, mas eles não estavam sem graça, fizeram um bom trabalho", disse George Martin posteriormente.

## Histórico de lançamento
Na Austrália, a Parlophone lançou "Komm, Gib Mir Deine Hand" ew "Sie Liebt Dich" pelos "Die Beatles" (A8117) como single durante a turnê da banda em 1964. O single foi lançado em 21 de junho. Foi o único single dos Beatles a não figurar em nenhuma parada. A Austrália foi o primeiro país anglófono a lançar "Komm, gib mir deine Hand".
"Sie Liebt Dich" foi lançada como single nos EUA em 21 de maio de 1964, pela Swan Records. O single também continha o lado b original de "She Loves You", "I'll Get You". A Swan já havia lançado "She Loves You" em setembro de 1963, e reclamou os direitos de lançar "Sie liebt dich" também. O single alcançou a 97ª posição da Billboard Hot 100. "Komm, gib mir deine Hand" foi lançada pela Capitol Records como uma faixa do álbum estadunidense os Beatles Something New em 20 de julho de 1964.

## Posição nas paradas
| Parada (1964)                       | Melhor posição |
| ----------------------------------- | -------------- |
| Dinamarca (Salgshitlisterne Top 20) | 15             |
| Alemanha Ocidental (Musikmarkt)     | 1              |

| Parada (1964)                      | Melhor posição |
| ---------------------------------- | -------------- |
| Estados Unidos (Billboard Hot 100) | 97             |
| Alemanha Ocidental (Musikmarkt)    | 7              |

## Créditos
- John Lennon – guitarra rítmica, vocais, palmas (em "Komm, gib mir deine Hand")
- Paul McCartney – baixo, vocais, palmas (em "Komm, gib mir deine Hand")
- George Harrison – guitarra solo, vocais, palmas (em "Komm, gib mir deine Hand")
- Ringo Starr – bateria, vocais, palmas (em "Komm, gib mir deine Hand")
- George Martin – produtor
- Norman Smith – engenheiro[2][9]